# Mesosa albidorsalis
Mesosa albidorsalis es una especie de escarabajo longicornio del género Mesosa, categorizada en la tribu Mesosini, de la subfamilia Lamiinae. Fue descrita por Pascoe en 1865.

## Descripción
Mide 14-20 mm de longitud.

## Distribución
Se distribuye por Malasia y Filipinas.